# Complexo Penitenciário Anísio Jobim
O Complexo Penitenciário Anísio Jobim (COMPAJ), é um complexo penitenciário situado no quilômetro oito da rodovia BR-174, no município de Manaus, capital do estado do Amazonas.

## História
Foi inaugurado em 1982, no governo de Gilberto Mestrinho, a Colônia Agrícola “Anísio Jobim” (CAIAJ) veio preencher uma lacuna que há muito o Estado do Amazonas sentia, visto que as legislações penais do nosso país vinham, desde o inicio do século passado, prevendo a possibilidade de recolhimento de apenados em estabelecimentos agrícolas. Antes dele havia apenas a Penitenciaria “Desembargador Raimundo Vidal Pessoa”, a qual servia de cadeia e penitenciaria ao mesmo tempo, sem qualquer critério de classificação ou de individualização da pena.
A Colônia Agrícola e, mais tarde Complexo Penitenciário “Anísio Jobim” recebeu o nome de Manoel Anísio Jobim, juiz e desembargador do Amazonas em 6 de junho de 1942. Como a Colônia Agrícola surgiu sob a égide da primitiva parte geral do Código Penal de 1940, servia como terceira fase do cumprimento da pena de reclusão, pois a primeira fase era de isolamento total, a segunda de trabalho durante o dia, e a terceira de cumprimento da pena em colônia penal, na forma do art. 30, daquela legislação. Promulgada a nova parte geral, Lei 7.209, de 11 de julho de 1984, estabelecidos claramente os três regimes de cumprimento da pena privativa de liberdade, à Colônia Agrícola reservou-se a segunda fase da execução, isto é, o regime semiaberto.
Mas somente a existência de um local para o cumprimento da pena em regime semiaberto, como é óbvio, não fazia nosso sistema penitenciário completo, tendo em vista que os presos do regime fechado continuavam misturados com os presos provisórios na “penitenciária” da avenida 7 de setembro. Era o primeiro momento da ideia de transformar a Colônia Agrícola em Complexo Penitenciário, o que só veio a acontecer em setembro de 1999, sob administração do governador Amazonino Mendes, o qual encontrou um princípio de construção em ruínas e retomou as obras para, dentro da área da Colônia Agrícola, fazer um edifício com as características de estabelecimento de regime fechado, nascendo assim o Complexo Penitenciário “Anísio Jobim”.
Em 1 de Junho de 2014, a Umanizzare assume a gestão do COMPAJ com o intuito de empregar diversas práticas e ações já desenvolvidas em outras unidades prisionais geridas por ela e que amenizam a condição de cárcere do detento. Tem atualmente 1072 internos.

### Massacre e repercussão internacional
Em 1 de janeiro de 2017, uma rebelião entre os presos levou à morte de 56 presos e deixou mais de 200 foragidos. A selvageria da rebelião foi notícia no mundo inteiro. A razão do motim, que começou na noite do domingo, foi a disputa entre duas facções rivais (Família do Norte e Primeiro Comando da Capital) pelo comando do tráfico de drogas na região. As críticas ao sistema penitenciário brasileiro são uma constante nos textos dos jornais estrangeiros.